# Гуго Ферстер
Гуго Ферстер (нім. Hugo Förster; 21 січня 1915, Бад-Вільдунген — 27 лютого 1945) — німецький офіцер-підводник, корветтен-капітан крігсмаріне.

## Біографія
1 квітня 1923 року вступив на флот. З січня по 9 квітня 1940 року — навігаційний офіцер на важкому крейсері «Блюхер». В квітні 1940 року — комендант порту Осло. З травня 1940 по квітень 1941 року пройшов курси підводника і командира підводного човна. З 30 квітня 1941 року — командир підводного човна U-501. 7 серпня 1941 року вийшов у свій перший і останній похід. 5 вересня потопив норвезький торговий пароплав Einvik водотоннажністю 2000 тонн, який перевозив підпори і пиломатеріали; всі 23 члени екіпажу пароплава вціліли. 10 вересня U-501 був потоплений в Данській протоці (62°50′ пн. ш. 37°50′ зх. д.) глибинними бомбами і тараном канадських корветів «Чемблі» та «Мус Джо». 11 членів екіпажу загинули, 37 (включаючи Ферстера) були врятовані і взяті в полон. В січні 1945 року обміняний і повернувся в Німеччину. Наклав на себе руки.

## Звання
- Кандидат в офіцери (1 квітня 1923)
- Морський кадет
- Фенріх-цур-зее (1 квітня 1925)
- Оберфенріх-цур-зее (1 травня 1927)
- Лейтенант-цур-зее (1 жовтня 1927)
- Оберлейтенант-цур-зее (1 липня 1929)
- Капітан-лейтенант (1 квітня 1935)
- Корветтен-капітан (1 лютого 1939)

## Нагороди
- Медаль «За вислугу років у Вермахті» 4-го і 3-го класу (12 років)